# Benedetto Aloisi Masella
Benedetto Aloisi Masella (Pontecorvo, 29 giugno 1879 – Roma, 30 settembre 1970) è stato un cardinale italiano.

## Biografia
Era nipote del cardinale Gaetano Aloisi Masella. Frequentò il seminario di Ferentino; poi studiò presso la Pontificia Università Gregoriana, il Pontificio Ateneo Sant'Apollinare e la Pontificia Accademia Ecclesiastica. Fu ordinato sacerdote il 1º giugno 1902. Entrato nella Curia romana nel 1906, iniziò a lavorare per la nunziatura apostolica in Portogallo (segretario, 1908-1910; incaricato d'affari, 1910-1919).
Il 15 dicembre 1919 fu nominato arcivescovo titolare di Cesarea di Mauritania da papa Benedetto XV. Ricevette la consacrazione episcopale il 21 dicembre dello stesso anno dal cardinale Pietro Gasparri, co-consacranti l'arcivescovo Sebastião Leite de Vasconcellos e il vescovo Antonio Maria Iannotta. Il 26 aprile 1927 fu nominato nunzio apostolico in Brasile.

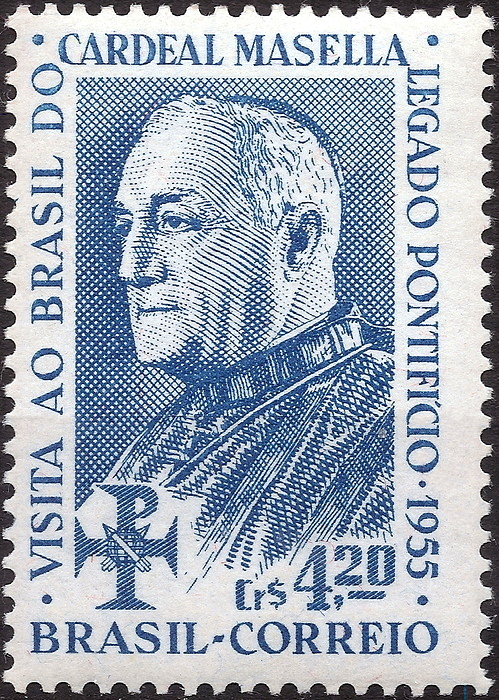
Cartolina del nunzio in Brasile Aloisi Masella (1955).

Papa Pio XII lo elevò al rango di cardinale nel concistoro del 18 febbraio 1946. Il 22 febbraio dello stesso anno ricevette il titolo di Santa Maria in Vallicella. Fu promosso cardinale vescovo di Palestrina il 21 giugno 1948. Il 27 ottobre 1954 Pio XII lo nominò Arciprete della Basilica di San Giovanni in Laterano e prefetto della Sacra Congregazione per la Disciplina dei Sacramenti.

Lo stemma del cardinale da Camerlengo.

Dopo la morte di Pio XII, che dal 1941 non aveva voluto nominare un nuovo camerlengo, il 9 ottobre 1958 fu eletto a tale carica dai cardinali presenti in attesa del conclave. Dal 1962 al 1965 partecipò al Concilio Vaticano II aderendo all'ala conservatrice del Coetus Internationalis Patrum, e durante il suo corso votò nel conclave che elesse, nel 1963, papa Paolo VI. Si dimise da prefetto della Congregazione per la Disciplina dei Sacramenti l'11 gennaio 1968. Morì il 30 settembre 1970 all'età di 91 anni. Fu sepolto nella cattedrale della sua nativa Pontecorvo.

## Genealogia episcopale e successione apostolica
La genealogia episcopale è:
- Cardinale Scipione Rebiba
- Cardinale Giulio Antonio Santori
- Cardinale Girolamo Bernerio, O.P.
- Arcivescovo Galeazzo Sanvitale
- Cardinale Ludovico Ludovisi
- Cardinale Luigi Caetani
- Cardinale Ulderico Carpegna
- Cardinale Paluzzo Paluzzi Altieri degli Albertoni
- Papa Benedetto XIII
- Papa Benedetto XIV
- Papa Clemente XIII
- Cardinale Marcantonio Colonna
- Cardinale Giacinto Sigismondo Gerdil, B.
- Cardinale Giulio Maria della Somaglia
- Cardinale Carlo Odescalchi, S.I.
- Vescovo Eugène-Charles-Joseph de Mazenod, O.M.I.
- Cardinale Joseph Hippolyte Guibert, O.M.I.
- Cardinale François-Marie-Benjamin Richard de la Vergne
- Cardinale Pietro Gasparri
- Cardinale Benedetto Aloisi Masella

La successione apostolica è:
- Vescovo Prudencio Contardo Ibarra, C.SS.R. (1920)
- Vescovo Melquisedec del Canto Terán (1925)
- Vescovo Miguel León Prado (1925)
- Vescovo Rafael Lira Infante (1926)
- Vescovo Arturo Jara Marquez, S.D.B. (1926)
- Vescovo Carlos Labbé Márquez (1926)
- Vescovo Ramón Harrison Abello, O. de M. (1927)
- Arcivescovo Ettore Felici (1927)
- Vescovo Alain Marie Hubert Antoine Jean Roland du Noday, O.P. (1936)
- Arcivescovo Federico Lunardi (1936)
- Vescovo José de Haas, O.F.M. (1937)
- Vescovo Eliseo Maria Coroli, B. (1940)
- Vescovo Eliseu Van de Weijer, O. Carm. (1940)
- Vescovo Pedro Massa, S.D.B. (1941)
- Vescovo Germán Vega Campón, O.S.A. (1941)
- Vescovo Felipe Benito Condurú Pacheco (1941)
- Vescovo Francisco Xavier Elias Pedro Paulo Rey, T.O.R. (1945)
- Arcivescovo Antonio Taffi (1947)
- Arcivescovo Gennaro Maria Prata Vuolo, S.D.B. (1961)
- Vescovo Sante Portalupi (1961)
- Vescovo Pio Paschini (1962)
- Vescovo Giuseppe Rossi (1963)
- Vescovo Federico Sargolini (1963)